# 法氏羊舌鮃
法氏羊舌鮃為輻鰭魚綱鰈形目鰈亞目鮃科的其中一種，為温帶海水魚，分布於西太平洋澳洲昆士蘭至雪梨海域，棲息深度26-50公尺，體長可達13公分，棲息在底層水域，以底棲生物為食，生活習性不明。

## 扩展阅读
維基物種上的相關：法氏羊舌鮃